# Andrea Superchi
Andrea Superchi znany też jako Andrea Superchj – sanmaryński polityk.
Jeden z pierwszych kapitanów regentów San Marino. Jego nazwisko pojawia się w drugiej poświadczonej kadencji, rozpoczynającej się przed dniem 2 kwietnia 1253 roku (sprawował rządy wspólnie z Oddonem Scarito). Brak danych co do dokładnej długości trwania kadencji (najpóźniej mogła się ona zakończyć w sierpniu 1254 roku).